# Cymothales cybele
Cymothales cybele är en insektsart som beskrevs av Mansell 1987. Cymothales cybele ingår i släktet Cymothales och familjen myrlejonsländor. Inga underarter finns listade i Catalogue of Life.